# Christoph Pöstinger
Christoph Pöstinger, född 7 april 1972, är en friidrottare från Österrike. Han deltog vid olympiska sommarspelen 1992 och olympiska sommarspelen 1996.